# 沃加爾

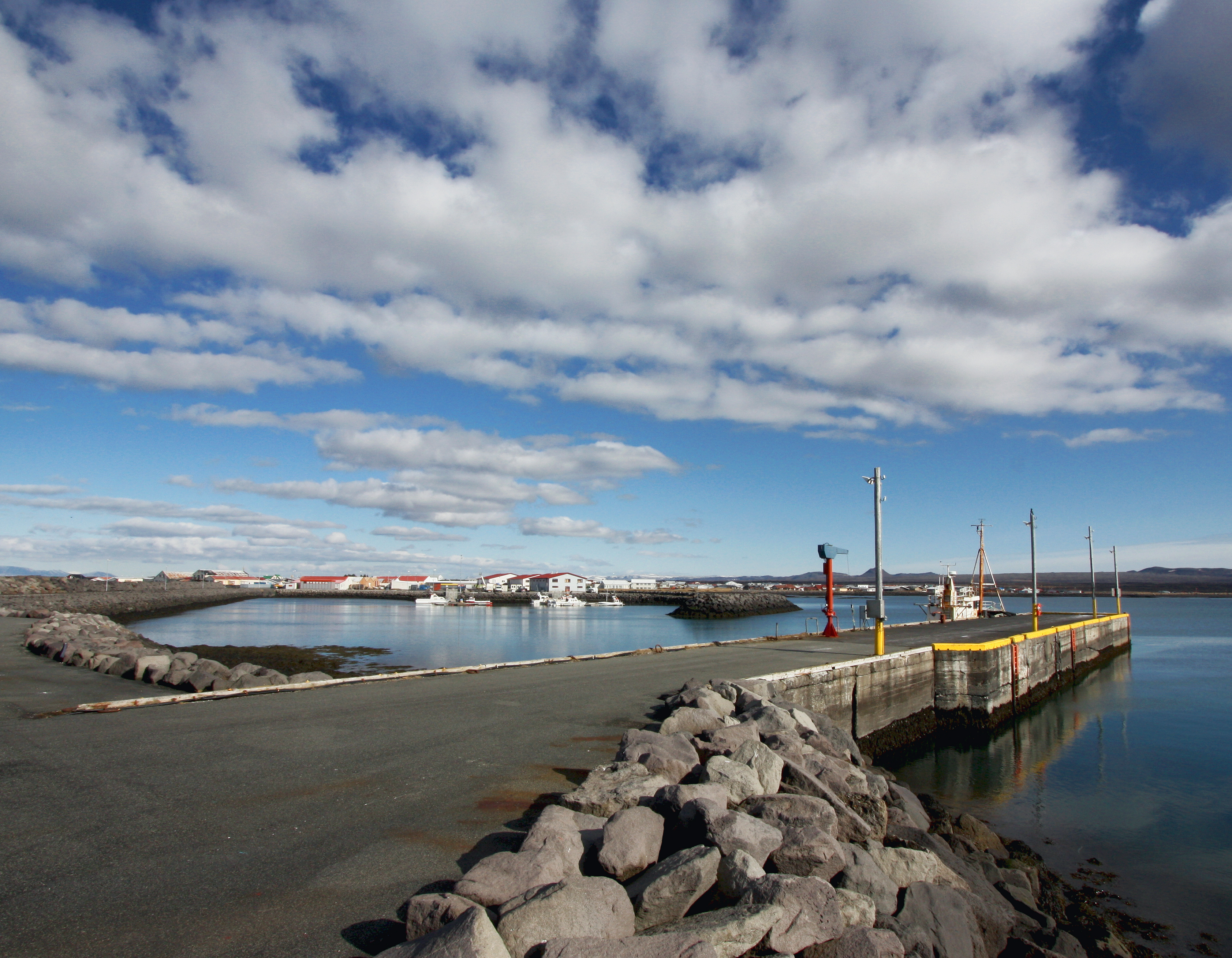
沃加尔港口

沃加爾是冰島南半岛区沃加尔市镇内的城鎮及其行政中心，位於該國西南部雷恰角半岛北部，距離首都雷克雅未克約30公里，面積0.56平方公里，2011年人口数量为1,251人。